# Kleistpark (stacja metra)
Kleistpark – stacja metra w Berlinie, na linii U7, w dzielnicy Schöneberg, w okręgu administracyjnym Tempelhof-Schöneberg. Stacja została otwarta w 1971. Nazwa pochodzi od parku Heinrich-von-Kleist-Park, w skrócie Kleistpark.